# Orsini-Rosenberg

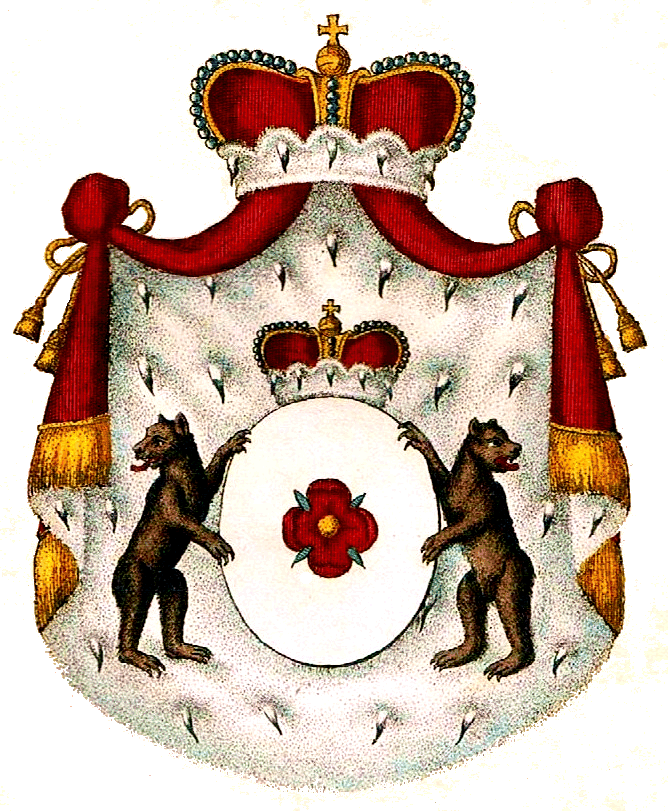
Wappen der Fürsten von Orsini und Rosenberg (1790)

Orsini-Rosenberg, auch von Orsini und Rosenberg, ist der Name eines uradeligen österreichischen Adelsgeschlechts, das in der Gegend um Graz in der Steiermark seinen Ursprung hatte. Sie entstammten einer Linie der edelfreien von Thal bzw. von dem Graben, die im 13. Jahrhundert das Schloss Alt-Grabenhofen besaßen, und in weiterer Folge den Namen des dort gelegenen Rosenberges annahmen. Das Geschlecht Orsini-Rosenberg wird als Grafen und Fürsten zum Hochadel gezählt.

## Geschichte

### Abstammung
Der erste urkundlich erwähnte Vertreter ist laut dem Genealogischen Handbuch des Adels Konrad ab dem Roesenperg, der identisch oder nah verwandt ist mit Konrad II. vom Graben aus dem Geschlecht der Herren von Graben. Diese erste Urkunde datiert aus 1322 und befindet sich im Steiermärkischen Landesarchiv in Graz. Die Familie hieß demnach seit 1322 zunächst Rosenberg (auch Rosenberger oder Rosenberger von Rosenberg), nach dem nahe ihrem Stammsitz Schloss Alt-Grabenhofen gelegenen Rosenberg bei Graz. Konrad ab dem Rosenberg und seine Nachkommen, die Rosenberger oder auch Rosenberger von Rosenberg führten das Schräglinksbalkenwappen der Herren von Graben weiter um hernach ein Rosenwappen anzunehmen. Die Rosenberger siegelten letztmals durch Rudlein Rosenberger am 6. Mai 1383 mit dem Schräglinksbalken. Wulfing Rosenberger siegelte am 7. Januar 1401 als erster mit dem neuen Stammwappen, einer fünfblättrigen gestürzten Rose. Aufgrund der Nachbarschaft der Stammsitz und des identen Wappen mit der Rose dürften auch die späteren Grafen und Fürsten Trauttmansdorff den Rosenberger entsprossen sein. Die Von Graben waren natürliche Nachkommen der Meinhardiner. Die gleichfalls von den Graben aus Krain abstammende Familie der Grafen Lamberg führt dasselbe gespaltene Wappen. Es ist unklar, ob es sich bei diesen Familien um eine Stammesgemeinschaft, eine Abstammung voneinander oder um das von beiden Geschlechtern übernommene Wappen eines gemeinsamen Lehensherren handelt.

### Abstammungslegenden

#### Orsini aus Rom

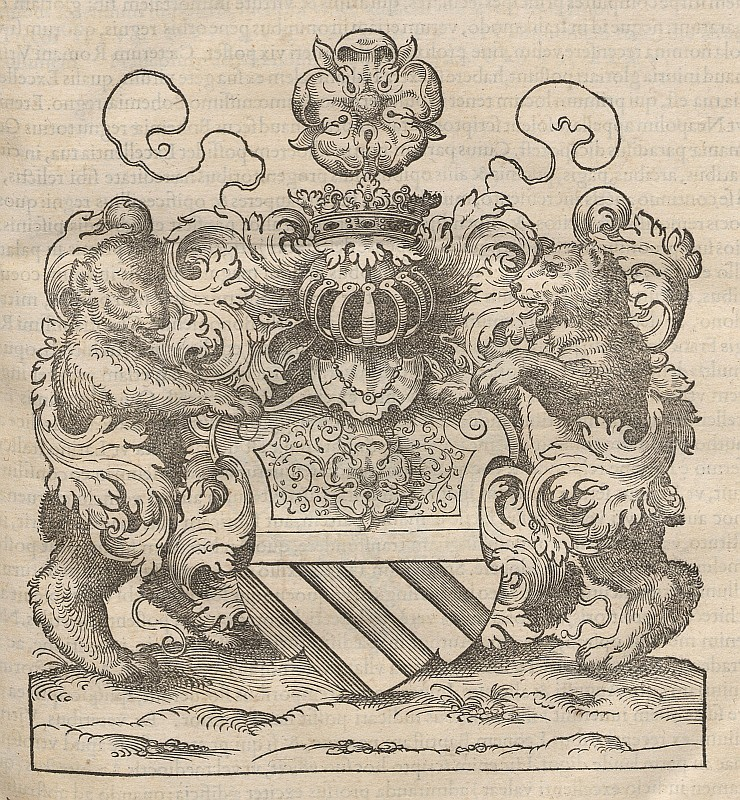
Wappen der Rosenberger vom Rosenberg aus dem Jahr 1575, das dem der römischen Orsini nachempfunden ist.

Die Rosenberger benannten sich am 31. Juli 1683 in Ursini-Rosenberg um, wenig später dann in von Orsini und Rosenberg beziehungsweise Orsini-Rosenberg. Mit der Erlaubnis zum Tragen des Namens Orsini sollte die angebliche Verwandtschaft zum römischen Adelsgeschlecht der Orsini untermauert werden. Seitdem wird als Ahnherr ein Vitellus Ursini († 1122) genannt, diese Verwandtschaft ist jedoch äußerst unwahrscheinlich. Auch das Orsini’sche Wappen wurde in Teilen übernommen.

#### Rosenberg aus Böhmen
Ebenso wenig belegt werden kann auch die Verwandtschaft zu dem witigonischen Familienzweig des, nur zufällig namensgleichen, sehr bedeutenden böhmischen Adelsgeschlechts derer von Rosenberg mit Stammhaus auf der böhmischen Burg Rosenberg, das 1611 mit Peter Wok von Rosenberg erloschen ist. Bereits die angebliche Abkunft dieser böhmischen Rosenberger von den römischen Orsini war dadurch zustande gekommen, dass Ulrich II. von Rosenberg eine fiktive genealogische Abkunft von den Fürsten Orsini konstruierte, die 1469–1481 von drei Mitgliedern dieser Familie bestätigt wurde. Anknüpfungspunkt dürfte wohl die zufällige Tatsache gewesen sein, dass die römischen Orsini (unter anderem) eine Rose im Wappen führen. Die Legende wurde nach 1594 von dem Rosenberger Hofchronisten und Archivar Václav Březan in seinen „Monumenta Rosenbergica“ nochmals aufgegriffen und dadurch verbreitet. Da Březan die Rosenberg-Chronik und weitere Veröffentlichungen anhand der ihm vorliegenden Archivalien verfasste und ihm die Fälschungen nicht bekannt waren, erhält der aus der Chronik stammende „Summarische Auszug“ aus dem Jahre 1609 ebenfalls zahlreiche Irrtümer, die u. a. auf die Verwendung der gefälschten Urkunden zurückgeführt werden können. Erst in der ersten Hälfte des 16. Jahrhunderts, während der Regentschaft Wilhelms von Rosenberg, fügten die böhmischen Rosenberger Bestandteile des Wappens der römischen Orsini dem ihren hinzu: In der unteren Hälfte drei schräge Streifen mit Bären hinter einem Schildträger.
Die steirischen Rosenberger von Rosenberg, die aufgrund ihrer Abstammung von den Herren von Graben ein ähnliches Stammwappen [mit den drei Streifen] wie die böhmischen führten, hängten sich erst 1684 an diese Abstammungslegende der bereits 1611 erloschenen, mit ihnen nicht verwandten böhmischen Grafen von Rosenberg an und ließen sich den Namen Grafen von Ursini und Rosenberg genehmigen. Nach aktuellen Quellen wird die steirische Familie jedoch als ein Zweig des uradeligen steirischen Geschlecht der Herren von Graben angesehen.

### Reichsgrafen und Reichsfürsten
Die steirischen Rosenberg waren ursprünglich Ritter und blieben dies auch bis in das Jahr 1633, als Johann Andreas von Rosenberg (1600–1667) von Kaiser Ferdinand II. der erbländisch-österreichische Freiherrnstand als „Rosenberger von Rosenberg, Freiherr auf Lerchenau“ (mit Datum 2. August 1633) erteilt wurde. Dessen Nachfolger Kaiser Ferdinand III. beförderte denselben, als Burggrafen zu Klagenfurt, am 8. Oktober 1648 mit „Wohlgeboren“ in den erbländisch-österreichischen Grafenstand. Seine Söhne, die Brüder Georg Nicolaus (1623–1695) und Wolfgang Andreas von Rosenberg (1626–1695) wurden am 29. Mai 1681 von Kaiser Leopold I. in den erblichen Reichsgrafenstand erhoben. Sie erhielten die erbländisch-österreichische Genehmigung zur Annahme des Namens „Grafen von Ursini und Rosenberg“ 6. Juli 1684 zu Linz, den Niederösterreichischer Herrenstand 1687 und das Böhmische Inkolat am 7. Januar 1695.
Franz Xaver Wolfgang (1726–1795) erhielt von Kaiser Leopold II. am 9. Oktober 1790 in Frankfurt am Main den Reichsfürstenstand in Primogenitur mit „Hochgeboren“. Die Nachgeborenen führten den Namen „Graf bzw. Gräfin von Orsini und Rosenberg“. Seit der Gründung am 18. April 1861 gehörte das Familienoberhaupt als erbliches Mitglied dem Herrenhaus des österreichischen Reichsrats an.

#### Liste der Fürsten
Nur in einem Fall wurde der Fürstentitel nicht vom Vater an den ältesten Sohn weitergegeben, sondern an den nächsten männlichen Verwandten.
1. Franz Xaver Wolfgang Fürst von Orsini-Rosenberg (1723–1796)
2. Franz Seraphicus Fürst von Orsini-Rosenberg (1761–1832), Cousin 2. Grades des Vorherigen
3. Ferdinand Fürst von Orsini-Rosenberg (1790–1859)
4. Heinrich Fürst von Orsini-Rosenberg (1848–1929)

Chefs des Hauses nach dem Adelsaufhebungsgesetz 1919:
1. Heinrich Fürst von Orsini-Rosenberg (1848–1929)
2. Johannes Andreas Orsini-Rosenberg (1893–1932)
3. Heinrich Orsini-Rosenberg (1925–2011)
4. Johannes Orsini-Rosenberg (1949–2024)
5. Heinrich Orsini-Rosenberg (* 1979)

## Wappen

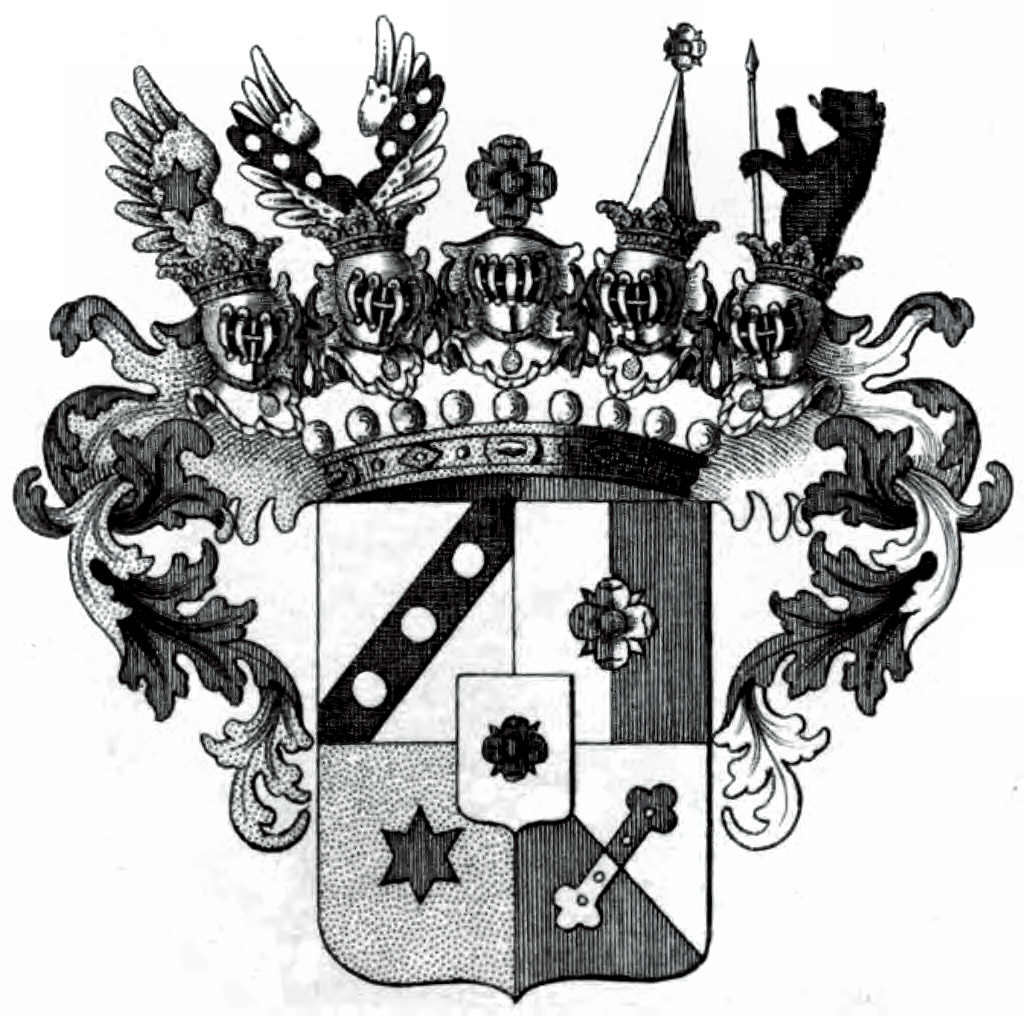
Wappen der Grafen von Orsini und Rosenberg 1681

1681: Quadrierter Schild mit Mittelschild. Im silbernen Mittelschild eine rubinfarbene, fünfblättrige Rose mit grünen Spitzen zwischen jedem Blatte (Stammwappen). 1 In Silber ein schwarzer, mit drei silbernen Münzen belegter schräglinker Balken. 2 der Länge nach von Silber und Rot geteilt, mit einer Rose von gewechselten Tinkturen. 3 in Gold ein roter, sechseckiger Stern. 4 von Rot und Silber schrägrechts geteilt mit einem schräglinks liegenden, an beiden Enden wie ein Kleeblatt gestalteten Toreisen von gewechselten Tinkturen. Auf dem Schild ruht die Grafenkrone, darüber stehen fünf Helme, von welchen der rechte, zweite und linke gekrönt sind. Der rechte Helm trägt einen die Sachsen eìnwärtskehrenden, mit dem Stern des 3. Feldes belegten, goldenen Adlersflügel, der zweite einen offenen, mit dem schrägen Balken und den Münzen des 1. Feldes belegten silbernen Adlersflug. Auf dem rechten Flügel desselben steht der Balken schrägrechts, auf dem linken schräglinks. Über dem mittleren Helm schwebt die Rose des Mittelschildes (Helm des Stammwappens). Auf dem vierten Helm steht ein der Länge nach von Silber und Rot geteilter hoher, spitziger Hut, welcher mit der Rose des zweiten Feldes besteckt ist, und aus dem linken Helme wächst einwärtssehend ein schwarzer Bär empor, welcher in den Vordertatzen einen silbernen einwärtsgeneigten Wurfspieß hält. Die Helmdecken sind rechts golden und rot, links silbern und rot. Gewöhnlich wird nur der Mittelschild geführt, welcher bei dem Fürsten mit dem Fürstenhute, bei den Grafen mit der Grafenkrone besetzt ist und welchen zwei einwärtssehende bald silberne, bald schwarze Bären halten.
1790: Das Wappen zeigt eine rote Rose mit goldenem Kelche in Silber. Den ovalen Schild bedeckt ein Fürstenhut. Schildhalter sind zwei aufrechte, auswärtssehende, silberne Bären. Alles ist umhüllt von einem mit Hermelin verbrämten und gefütterten Fürstenmantel aus purpurrotem Samt auf dem der Fürstenhut liegt.

## Bedeutende Mitglieder
- Johann Andreas von Rosenberg (1600–1667): Verhielt sich anders als die Mehrzahl der Kärntner Landstände loyal gegenüber den Habsburger Landesherren und unterstützte die Gegenreformation in Kärnten. Wurde 1633 Reichsfreiherr und 1648 Graf. Dadurch und durch zahlreiche Erwerbungen und Neubauten im Völkermarkter und Klagenfurter Raum sorgte er für einen steilen sozialen Aufstieg der Familie
- Wolfgang Andreas von Orsini-Rosenberg (1626–1695), Burggraf von Kärnten, 1683–1692 Hofkammerpräsident
- Franz Andrä von Orsini-Rosenberg (1653–1698), Landeshauptmann von Kärnten
- Wolfgang Sigismund von Orsini-Rosenberg (1682–1739), Landeshauptmann von Kärnten
- Franz Xaver Wolfgang von Orsini-Rosenberg (1723–1796), seit 1790 Reichsfürst, Diplomat und Minister
- Vinzenz von Orsini-Rosenberg (1722–1794), Landeshauptmann von Kärnten
- Wolfgang Philipp von Orsini-Rosenberg (1734–1821), Kammerherr des Kaisers, Kolonell des Regimentes Cellemberg
- Franz Seraph von Orsini-Rosenberg (1761–1832), Feldmarschall in den Koalitionskriegen
- Ferdinand von Orsini-Rosenberg (1790–1859), österreichischer Herrschaftsbesitzer und Politiker
- Friedrich von Orsini-Rosenberg (1801–1887), österreichischer Gutsbesitzer, Offizier und Politiker
- Felix von Orsini-Rosenberg (1846–1905), war 1890 Mitglied der Militärkommission, die den Waffenstillstand zwischen Serbien und Bulgarien zustande brachte
- Heinrich von Orsini-Rosenberg (1848–1929), österreichischer Titularfürst, Großgrundbesitzer und Politiker
- Felix Orsini-Rosenberg (1929–2020), österreichischer Architekt
- Johanna Orsini-Rosenberg (* 1968), österreichische Theater-, Film- und Fernsehschauspielerin

## Besitztümer

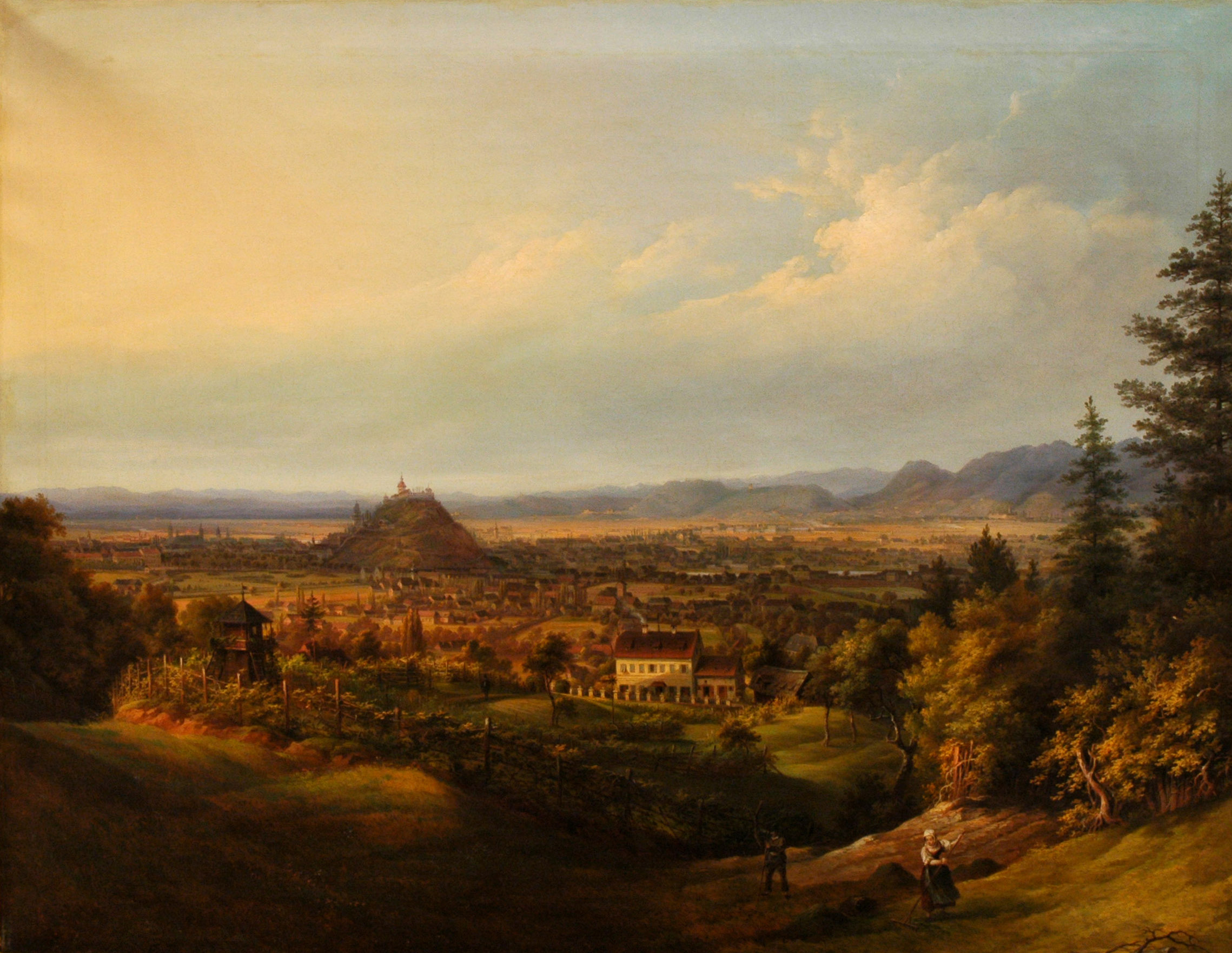
Blick vom Rosenberg auf Graz (von Conrad Kreuzer)

- Schloss Grafenstein, erbaut 1638 durch Johann Andreas, im Besitz bis heute
- Rathaus Klagenfurt (früher Palais Rosenberg), neuerbaut um 1650 durch Johann Andreas Rosenberg, im Besitz 1650–1918
- Palais Rosenberg in Klagenfurt (Altes Rathaus), erbaut um 1600 von der Familie Welzer, im Besitz 1918 bis heute
- Schloss und Ruine Sonnegg bei Sittersdorf, im Besitz 1636 bis heute
- Schloss Maria-Loretto am Wörthersee, 1654 erbaut durch Johann Andreas von Rosenberg, im Besitz bis 2002
- Burg Stein bei Dellach im Drautal, erbaut vor 1200, im Besitz 1681 bis heute
- Palais Orsini-Rosenberg in Wien, erbaut 1692 von Wolfgang Andreas, im Besitz bis 1718
- Schloss Damtschach bei Wernberg, erbaut 1511 durch Augustin Khevenhüller, seit 1847 im Besitz bis heute
- Schloss und Ruine Feuersberg, im Besitz bis heute
- Ruine Höhenbergen bei Völkermarkt, Baubeginn Mitte des 18. Jahrhunderts, unvollendet, im Besitz bis heute
- Schloss Welzenegg bei Klagenfurt, erbaut 1575 durch Viktor Welzer, im Besitz von 1670–1983
- Schloss Keutschach am See, erbaut 1679 von Georg Nicolaus, im Besitz bis 1926
- Schloss Greifenburg im Drautal, erbaut vor 1166, im Besitz 1676–1943
- Schloss Rosegg, ab 1772 erbaut durch Franz Xaver Wolfgang, im Besitz bis 1829

Besitztümer
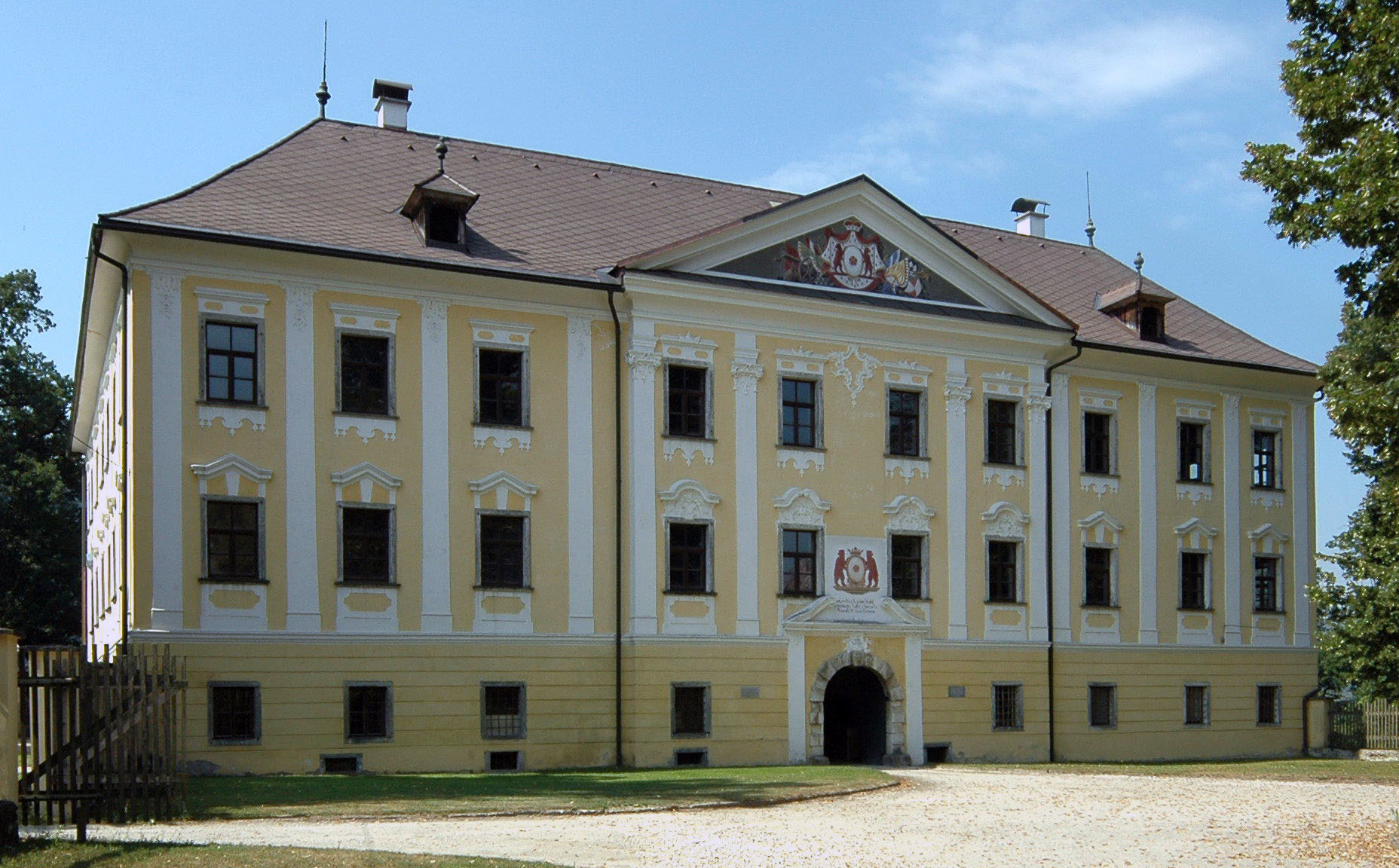
Schloss Grafenstein (im Besitz seit 1638)
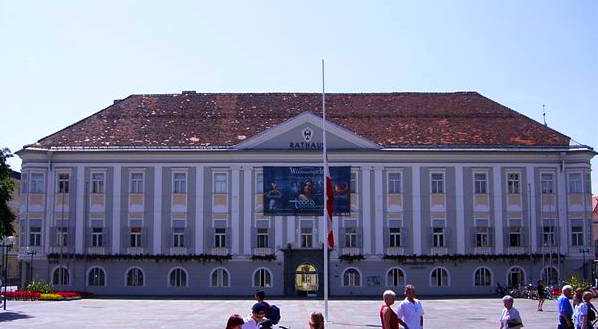
Neues Rathaus Klagenfurt, früher Palais Rosenberg (im Besitz 1650–1918)
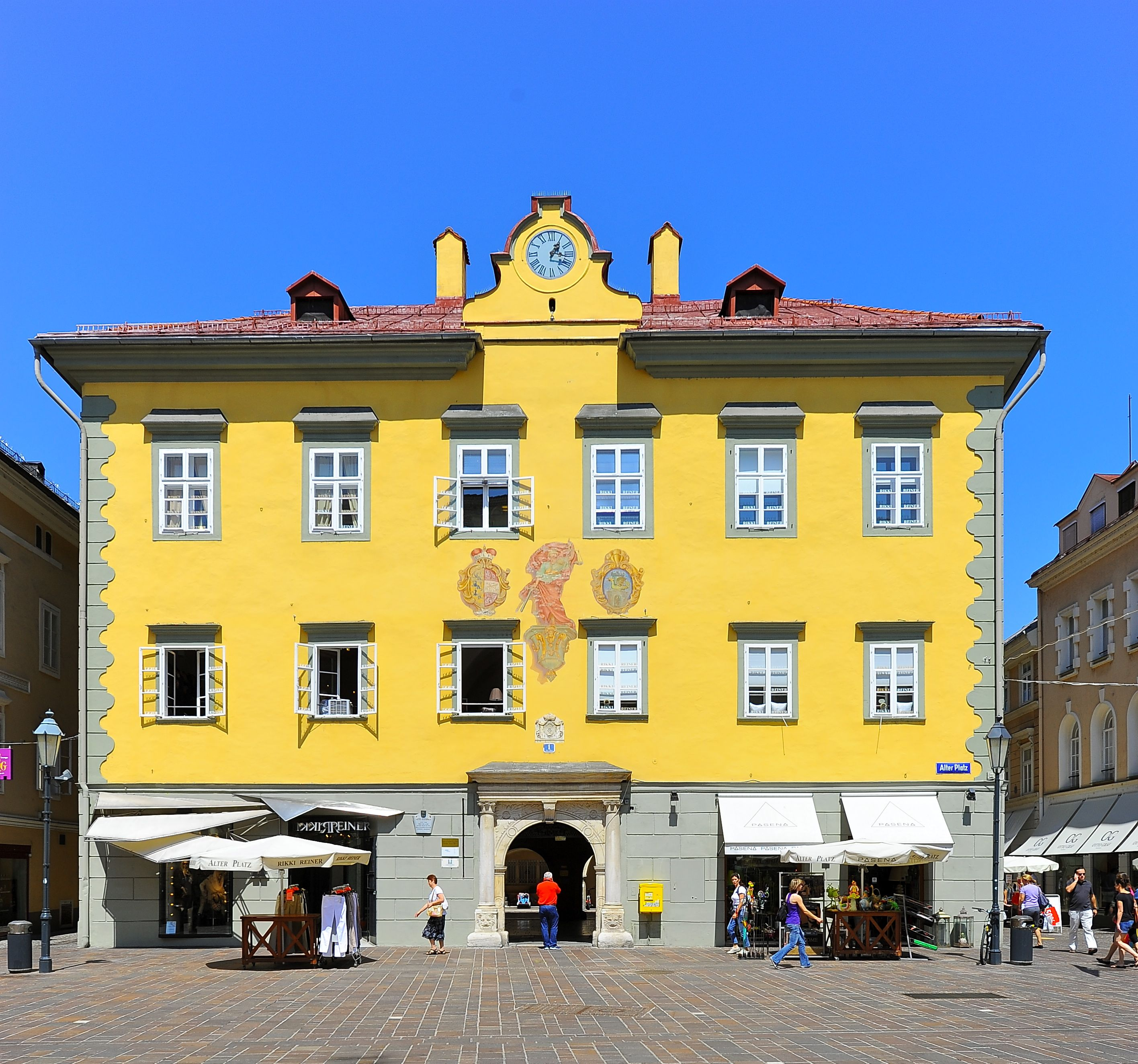
Altes Rathaus in Klagenfurt (im Besitz seit 1918)
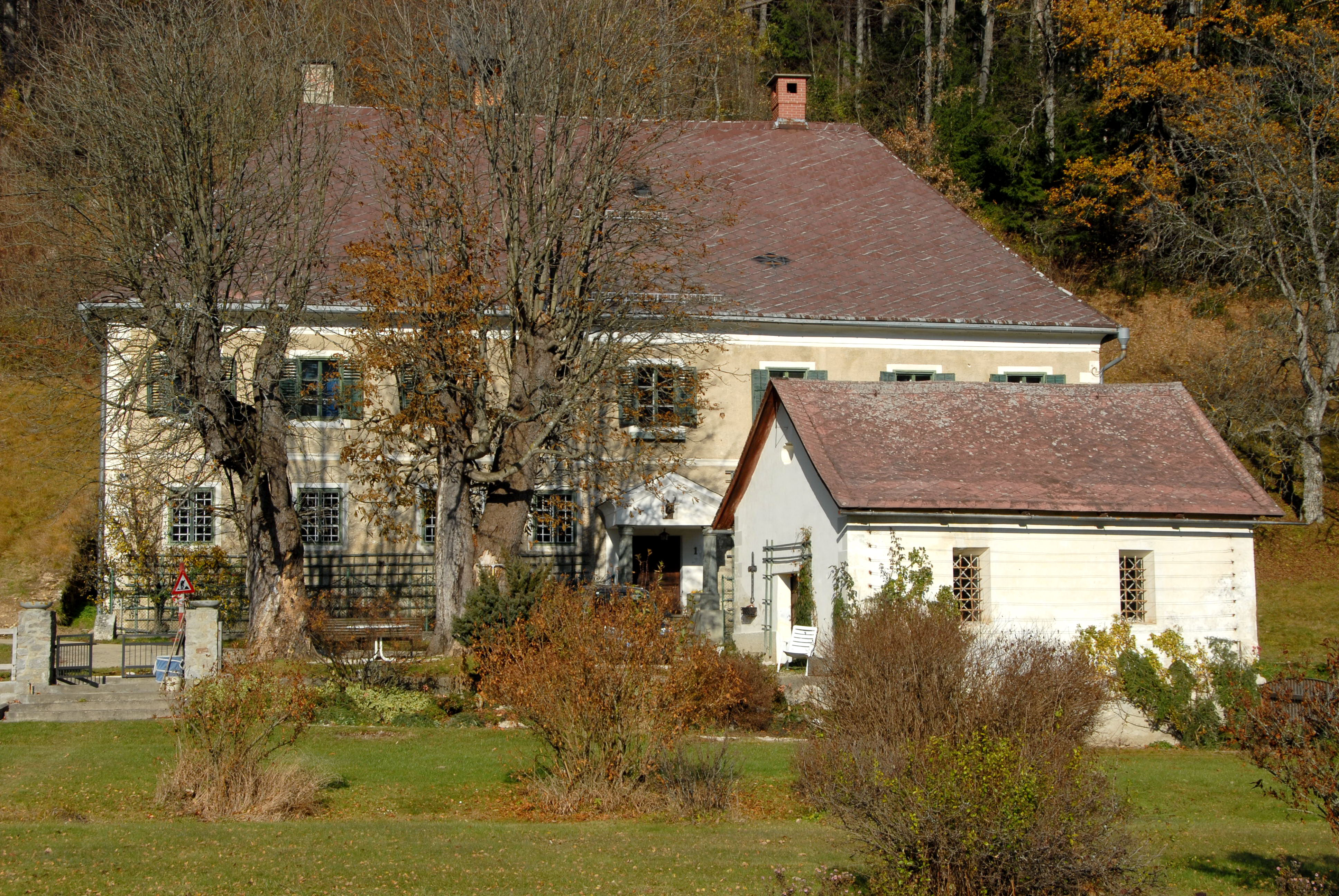
Schloss Sonnegg (im Besitz 1636 bis heute)
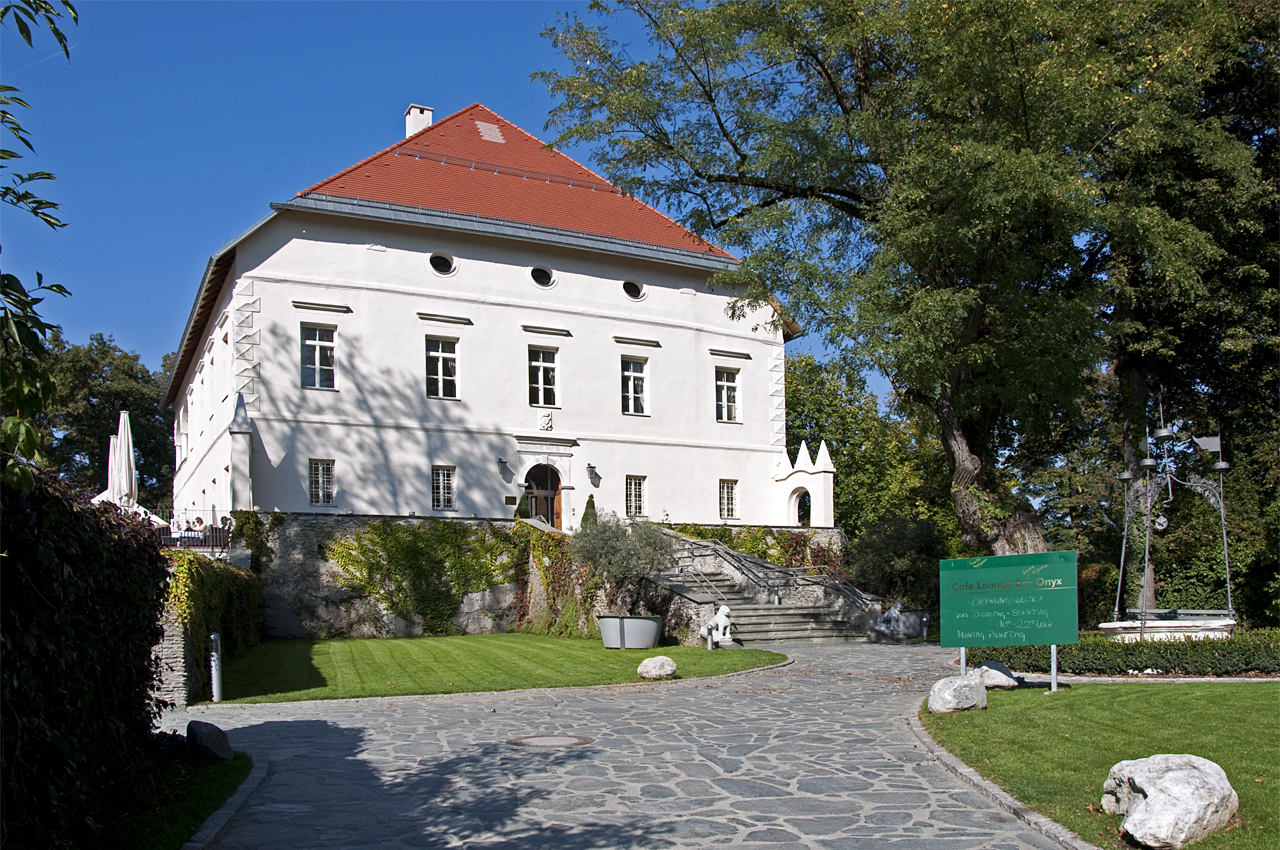
Schloss Maria-Loretto am Wörthersee (im Besitz 1654–2002)
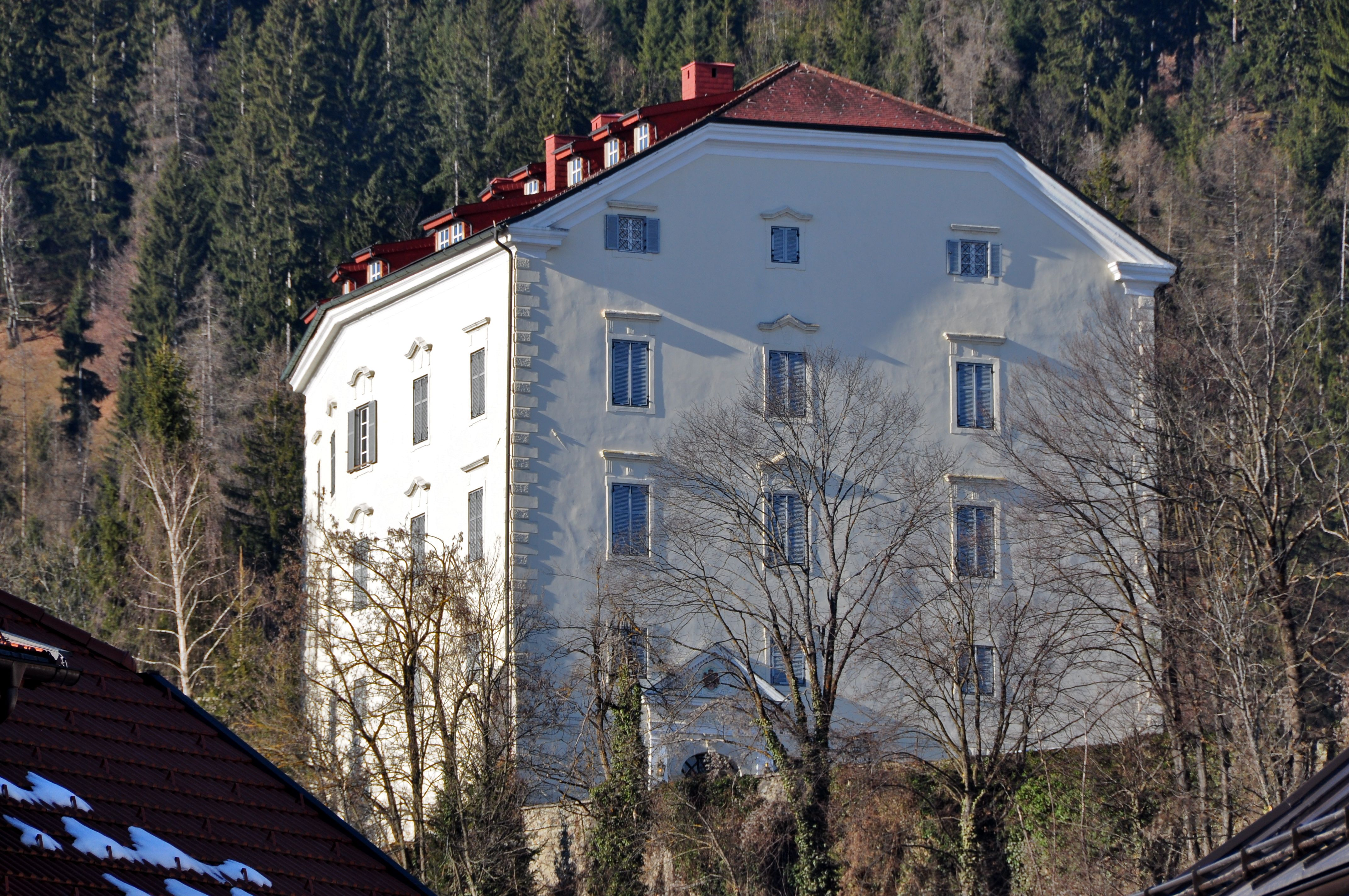
Schloss Greifenburg (im Besitz 1676–1943)
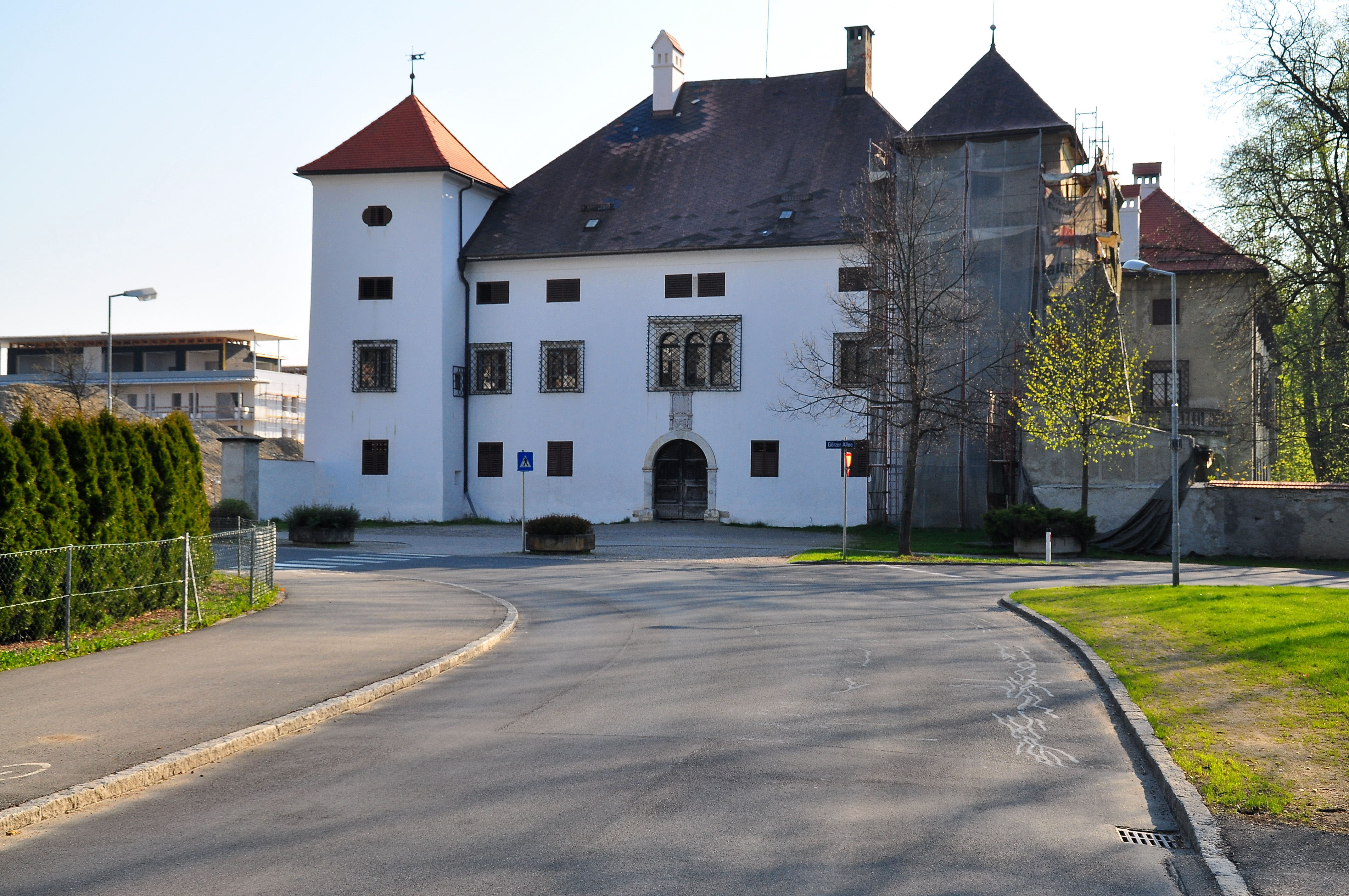
Schloss Welzenegg (im Besitz von 1670–1983)
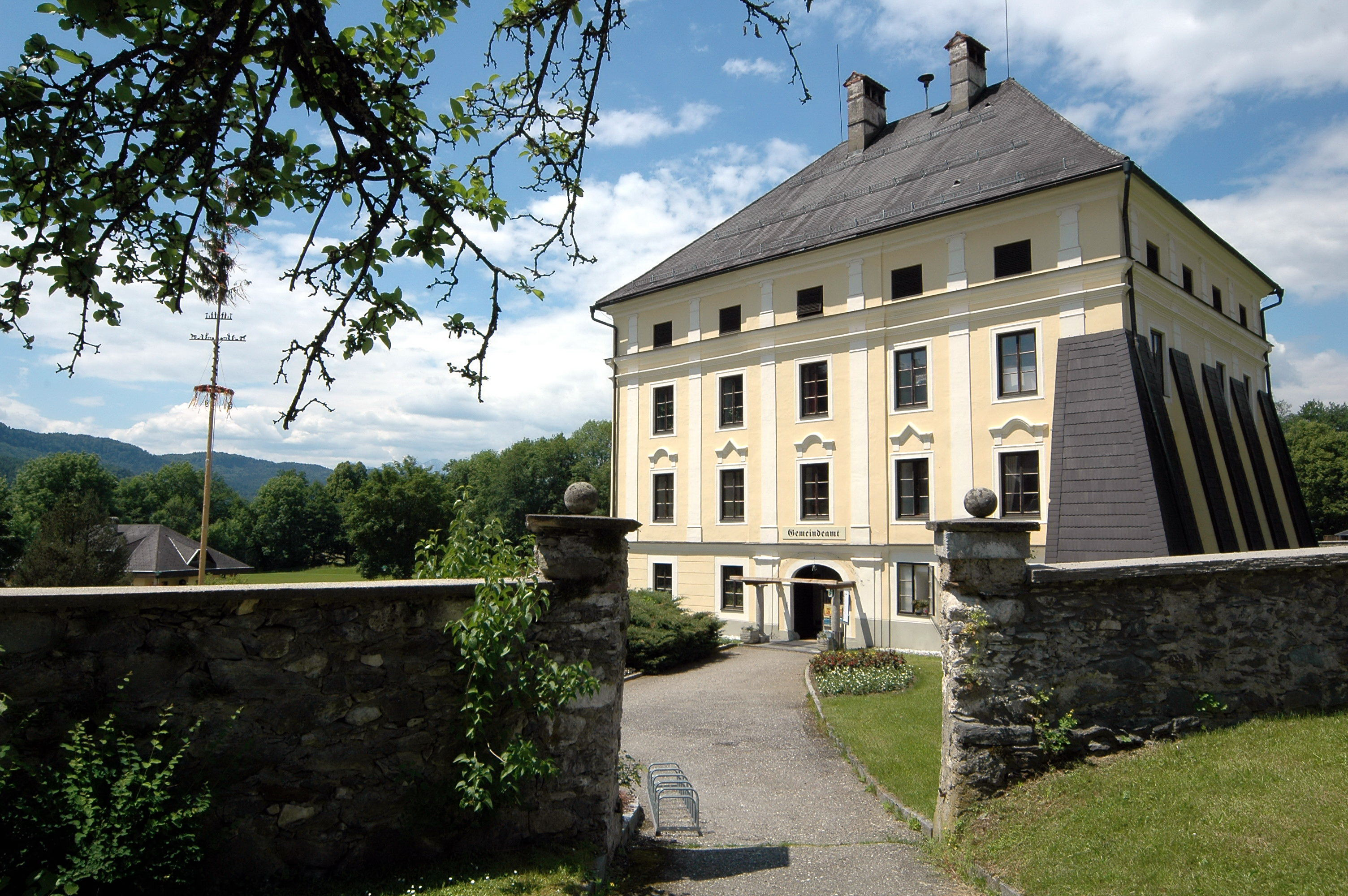
Schloss Keutschach am See (im Besitz 1679–1926)
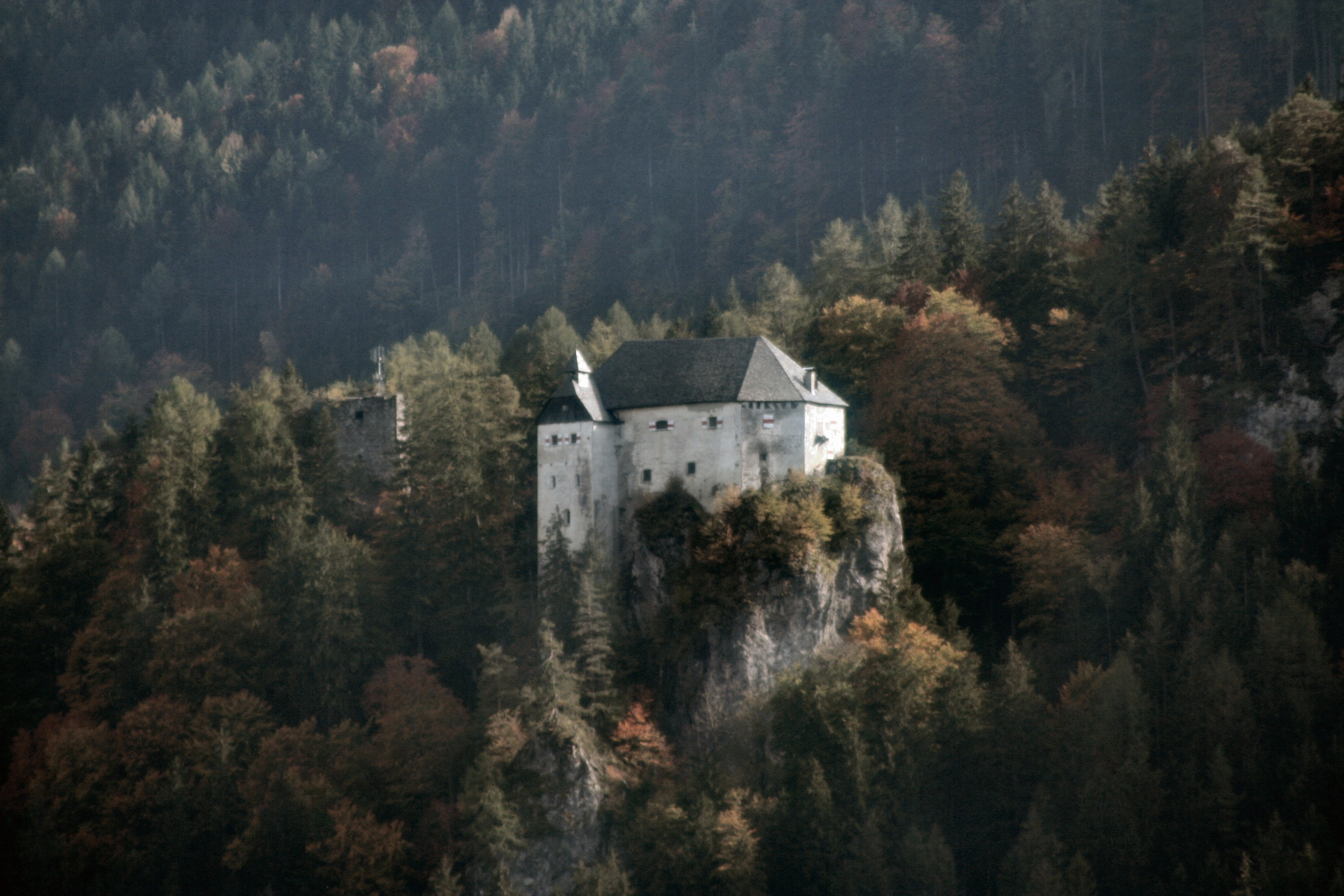
Schloss Stein (Dellach im Drautal) (im Besitz 1681 bis heute)
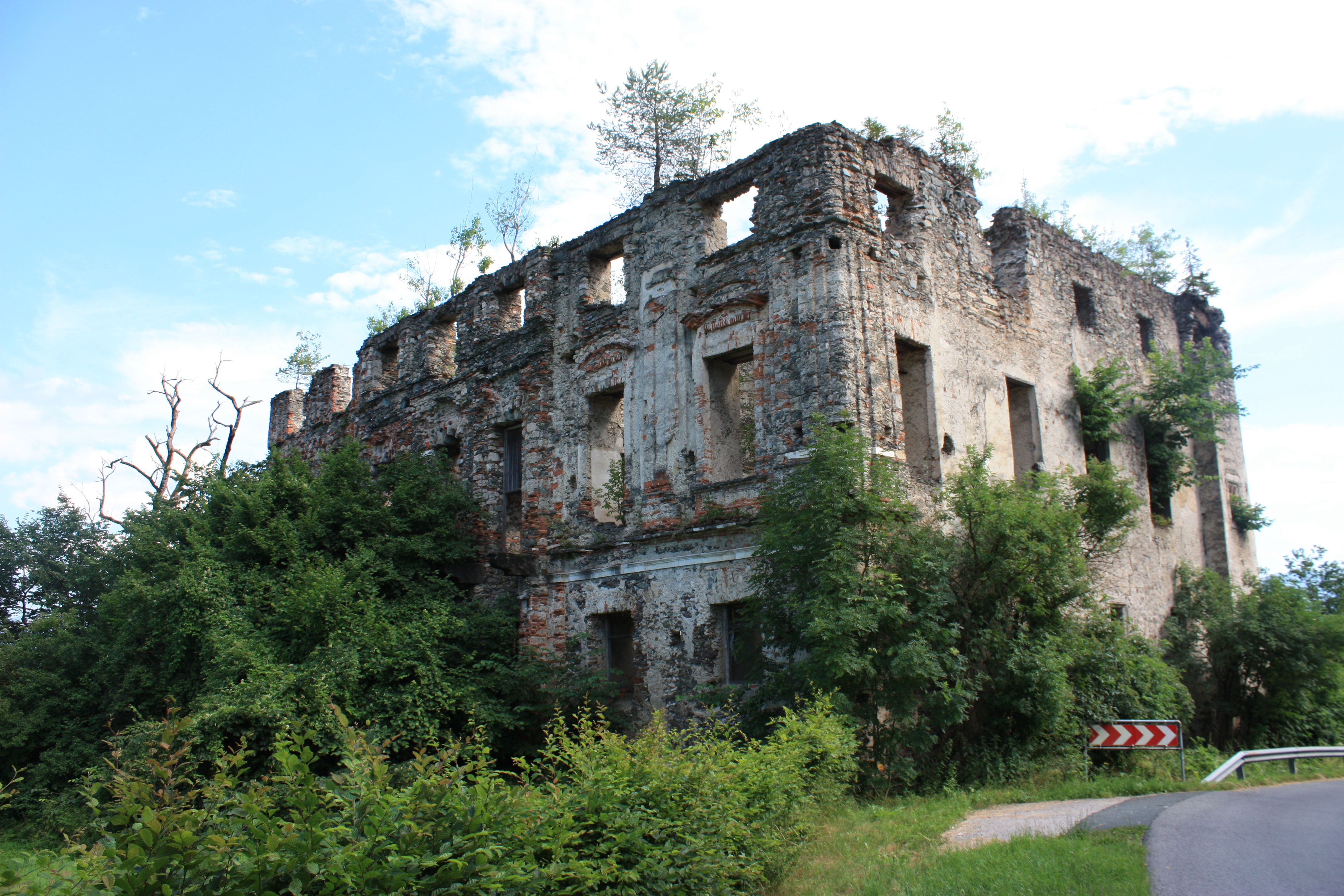
Ruine Höhenbergen bei Völkermarkt (unvollendet, im Besitz seit Mitte 18. Jh.)
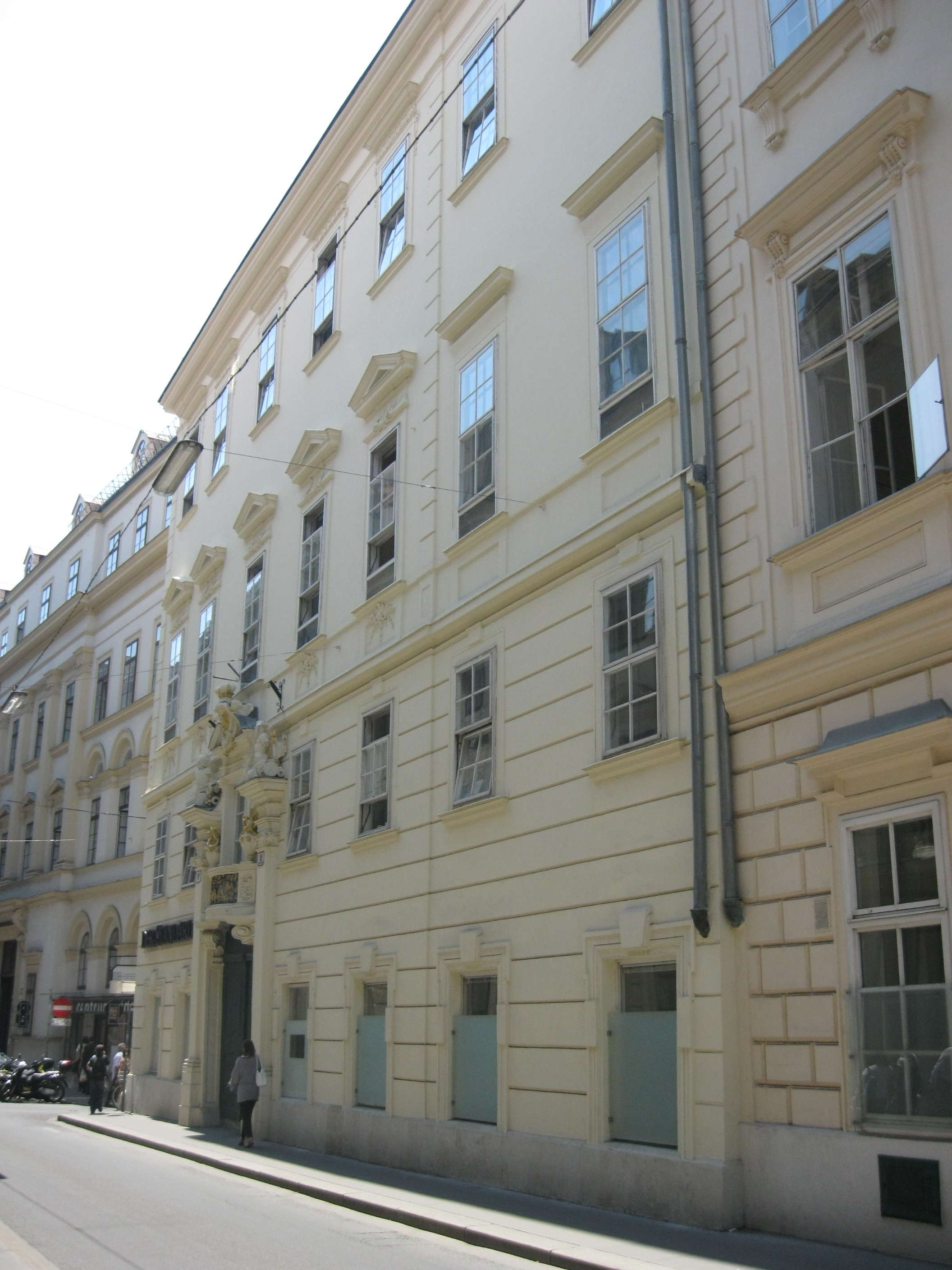
Ehem. Palais Orsini-Rosenberg, Wien
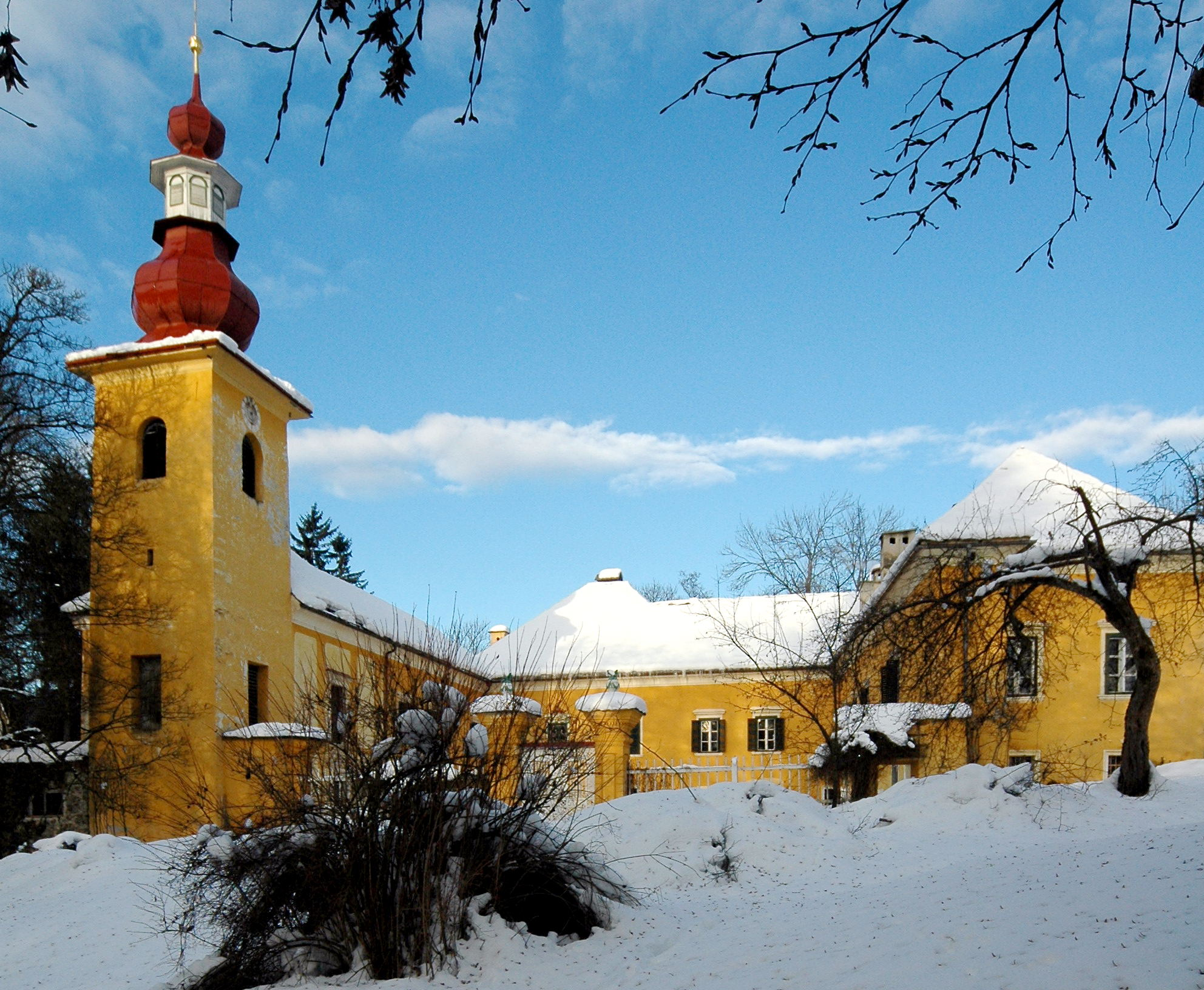
Schloss Damtschach (im Besitz seit 1847 bis heute)